# The Moth (Izgubljeni)
The Moth je sedma epizoda prve sezone televizijske serije Izgubljeni. Režirao ju je Jack Bender, a napisali su je Jennifer Johnson i Paul Dini. Prvi puta se emitirala 3. studenog 2004. godine na televizijskoj mreži ABC. Glavni lik radnje epizode je Charlie Pace (Dominic Monaghan). 

## Radnja

### Prije otoka
Charlie se nalazi u crkvi, ispovijeda svoje grijehe. Nakon izlaska iz crkve susretne svog brata Liama Pacea (Neil Hopkins) koji mu govori da je njihova glazbena skupina Drive Shaft dobila ugovor na potpis. Charlie ne želi potpisati ugovor zbog toga što smatra da su njihove eskapade u seks i droge postale pretjerane. Liam ga ipak nagovara, obećavajući mu da Charlie može odustati kad god poželi. Tijekom jednog od koncerata, Liam započne pjevati refren njihove najpopularnije pjesme You All Everybody kojeg u pravilu uvijek pjeva Charlie. Charlie se izdere na svoga brata nakon nastupa, ali ga Liam uvjeri da se to više neće ponoviti.
Kasnije Charlie pronalazi Liama na heroinu s mladim djevojkama. Izbacuje ih i govori Liamu da je gotov sa sastavom na što mu Liam bezobrazno odgovara da je Drive Shaft zapravo on (Liam) i da nitko ne zna za postojanje svirača basa. Sve to nagne Charlieja da po prvi put konzumira heroin. Godinama kasnije Charlie posjećuje svog brata Liama u Australiji sa željom da ponovno okupi njihov sastav za povratničku turneju. Liam ga odbija usput ga kritizirajući da je pretjerao s drogiranjem što sve dovodi do njihovog novog verbalnog okršaja u kojem Charlie optužuje Liama da ne bi niti bio ovisan da nije bilo njega. Liam se ponudi da ostane s njim nekoliko tjedana uz napomenu da Sydney ima nekoliko odličnih programa za rehabilitaciju koji mu mogu pomoći. Charlie ljutito ode, govoreći da mora stići na svoj let za Los Angeles. 

### Na otoku
Osmi je dan nakon zrakoplovne nesreće, 29. rujna 2004. godine, a Charlieja muči nedostatak heroina otkad mu ga je John Locke (Terry O'Quinn) uzeo. Uz sve to započne ga natjeravati opasni vepar kojeg Locke uskoro uhvati u zamku i usput zahvali Charlieju što je bio mamac. Charlie upita Lockea za heroin, a Locke mu odgovara da će mu dati heroin kada ga treći put bude pitao za isti.
Sayid Jarrah (Naveen Andrews), Kate Austen (Evangeline Lilly) i Boone Carlyle (Ian Somerhalder) pokušavaju triangulirati radio poziv Francuskinje. U pećinama Charlie pretražuje lijekove Jacka Shepharda (Matthew Fox) pokušavajući pronaći nešto što će mu pomoći u njegovoj ovisnosti. Uskoro se Jack i Charlie posvađaju nakon što Jack zatraži od Charlieja da napusti pećine. Charliejevo deranje na Jacka izazove kolaps kamenja na ulazu u pećinu; Charlie uspijeva pobjeći, ali Jack ostane zatrpan u pećini.
Koristeći svoje iskustvo u graditeljstvu, Michael Dawson (Harold Perrineau) uz pomoć Stevea (Christian Bowman) i Scotta (Dustin Watchman) predvodi tim za spašavanje. U džungli James "Sawyer" Ford (Josh Holloway) odluči reći Kate o situaciji u kojoj se nalazi Jack, ali ipak odustane, jer mu se ne sviđa njezino ponašanje. Charlie kaže Lockeu da je Jack zatrpan. Po drugi ga put traži drogu, a Locke mu pokaže kukuljicu moljca. Objašnjava mu da bi mogao moljcu pomoći da izađe iz čahure, ali da moljac u tom slučaju ne bi preživio; moljac se sam mora izboriti za slobodu. Priroda i borba čine ljude jačima čime Locke pokušava dati do znanja Charlieju da se sam mora izboriti za prestanak svoje ovisnosti.
Uskoro se Charlie probija kroz pećinu do Jacka i ispričava za svoje ponašanje. Jack ga moli da mu vrati rame na mjesto što ovaj nevoljko učini. Baš u trenutku kada pomisle da će ostati bez zraka, Charlie ugleda moljca koji im svojim letom pokaže drugi izlaz iz pećine. Jack govori Charlieju da zna za njegovu ovisnost i uvjerava ga da će sve biti u redu.
Pred kraj epizode nepoznata osoba onesvijesti Sayida u trenutku kada pokušava dobiti signal s antene. U isto vrijeme Charlie po treći puta pita Lockea za heroin koji mu ga vraća. Nakon što ga kratko vrijeme gleda, baca ga u vatru uz osmijeh. U daljini Charlie i Locke ugledaju moljca koji odlijeće. 

## Produkcija
Scena u crkvi u kojoj se susreću Charlie i Liam koja se inače događa u Manchesteru zapravo je snimljena u Honoluluu gdje su također snimane i scene čija se radnja odvija na otoku. Glumac Monaghan je izjavio da osjeća da je Charliejeva crna majica s kapuljačom koju nosi zapravo "sigurnosna dekica" pod kojom se skriva i koju upotrebljava kadgod se osjeti "izgubljenim".
Glazbena skupina Drive Shaft djelomično je temeljena na skupini Oasis. Iako je Dominic Monaghan u Pilot epizodi refren pjesme You All Everybody pjevao poput izvođača Princea, ona još uvijek nije bila u cijelosti napisana; producenti epizode The Moth zamolili su pjevača iz Los Angelesa, Judea, da napiše punu verziju pjesme. Pjesmu pjeva Chris Seefried, bivši pjevač skupine Gods Child and Joe 90. Kao inspiracija za pjesmu poslužio je događaj koji su producenti Bryan Burk i Damon Lindelof vidjeli na The Phil Donahue Show u kojem je jedan pripadnik publike rekao: "Vi i svi ovdje ponašate se poput glupavih ljudi koji nose skupu odjeću."

## Gledanost
Epizodu The Moth gledalo je 18.73 milijuna Amerikanaca.

## Vanjske poveznice
- "The Moth"[neaktivna poveznica] na ABC-u